# Lee Cheol-ha
Lee Cheol Ha (12 tháng 9 năm 1970 –) là một đạo diễn điện ảnh Hàn Quốc.

## Các phim đạo diễn
- Love Me Not  (2006)
- Story of Wine (2008)